# Борки (Тербунский район)
Бо́рки — село Тербунского района Липецкой области. Центр Борковского сельского поселения. Стоит на возвышенности реки Олым, ниже села Малые Борки.
Основано село на месте брода через Олым, где по преданию накапливался ясак — дань для Золотой Орды. В документах за 1673 год значится как село Борки, позднее, в 1778 году, отмечается как село с церковью.
Название было дано по боркам — дубовым лесам.
В Борках сохраняются парк и дом в готическом стиле, относящиеся к XVIII веку.

## Население
| 2010 |
| ---- |
| 531  |

## Усадьба Борки (Борковский замок)
В селе расположена Усадьба Борки, называемая так же Борковский замок. Это единственный в Липецкой области  в английском готическом стиле, является памятником архитектуры последней четверти XIX века. Автор замка — известный петербургский архитектор конца XIX — начала XX века Александр Иванович фон Гоген. В начале XX века усадьба принадлежала двоюродному брату императора Николая II великому князю Андрею Владимировичу.

## Интересные факты
Самая старая часть села называется Бельбека, как самая большая река в Крыму.
По местной легенде крымский хан Бельбек останавливался здесь в 1555 году, образовав временное поселение, основные силы татар были разбиты тогда в селе Судбищи, в 90 верстах от Борок.

## Известные уроженцы
- Музыкант, автор романсов М. Н. Офросимов (родился в 1840 году)